# Den sorte vej
Den sorte vej er en dansk dokumentarfilm fra 1987, der er instrueret af Knud Hauge efter eget manuskript.

## Handling
I 1986 blev Latinamerikas største kulmine åbnet i Colombias nordøstligste, golde og ørkenagtige område, hvor wayú-indianerne indtil da havde levet uforstyrret. Danmark er minens største kunde og Exxon (Esso) - et af USAs største multinationale selskaber - står for driften. Filmen er en rejse med kultoget på den 144 km lange tur gennem wayúernes land ud til Det Caribiske Hav. Den fortæller om minen, jernbanen, udskibningen af kullene, indianerne og de konsekvenser, mineeventyret har for den lokale befolkning.